# Mugwump (créature)
Pour les articles homonymes, voir mugwump.
 (janvier 2023).
Les Mugwumps sont des créatures étranges sorties de l'imagination de William S. Burroughs et peuplant l'interzone dans son livre Le Festin nu et dans d'autres. Leur nom proviendrait, selon W.Burroughs, des deux mots "Mokh" et "Yomp", ce qui donnait une appellation très généralisée aux cow-boys des années 1910 faisant route seuls.[pas clair]
Les mugwump ont la peau verte, un crâne démesuré, des mains fines et bleues. Dotés d'un bec noir, d'os à teneur réduite en calcium, les Mugwump se nourrissent d'insectes ou de jus divers.
Ils aiment jouer de la cithare devant la mosquée de l'interzone. Ils traînassent aussi dans des bars interzonaux (ils affectionnent tout particulièrement la salle de jeux "Chez Hassan", où ils peuvent laisser libre cours à leurs instincts violents et meurtriers en toute sécurité), ou même parfois travaillent pour des organismes compétents et organisés, comme l'IslamInc ou l'Interzone Corporation. Mais les Mugwumps sont victimes d'un odieux trafic : tout leur corps peut être mangé, leur sang bu, ou leurs sécrétion ingurgitées. On surnomme "reptiles" les hommes et femmes rendus accros au sang de Mugwump (certains passages décrivent les effets de la drogue mugwupienne, et ses effets ressemblent à ceux décrits dans d'autres chapitres du Festin nu produits par des drogues qu'ingurgitait William S. Burroughs, supposément pendant l'écriture « inconsciente » du livre en question).